# Термен Петро Всеволодович
Петро Всеволодович Термен (нар. 1991) -  правнук російського винахідника Лева Сергійовича Термена , творця терменвоксу, керівник Школи терменвоксу.

## Біографія
Один із провідних виконавців на терменвоксі у світі. У репертуарі — класичні твори (С. Рахманінов, І. Бах, Н. Римський-Корсаков, П. Чайковський та ін.), джазова, імпровізаційна та електронна музика.
Виступи проходили у різних містах Росії, Франції, Німеччини, Естонії, Білорусі.
Широко відомий як дослідник історії терменвоксу в Росії та за кордоном, а також популяризатор цього інструменту. Створив авторський цикл лекцій, що відбувався у Центральному музеї музичної культури ім. М. І. Глінки.
Регулярно проводить майстер-класи та лекції, присвячені терменвоксу
У репертуарі класична та сучасна академічна музика, а також музика написана спеціально для Терменвоксу.
У 2012 році створює Студію Терменвоксу, а потім єдину на території Європи та пострадянського простору Школу Терменвоксу (Russian Theremin School). Навчальні курси Школи проходили у Москві, Санкт-Петербурзі, Великому Новгороді, Нижньому Новгороді, Челябінську, Владивостоку, регулярні заняття проходять у Москві та Санкт-Петербурзі, а також онлайн.
Автор першого у світі експрес-курсу з навчання гри на терменвоксі "Терменвокс за 24 години" .
Куратор проектів «Московський оркестр терменвоксів» та «Санкт-Петербурзький оркестр терменвоксів». Прем'єра проектів відбулася на фестивалях Geek Picnic у Москві та Санкт-Петербурзі.
Організатор міжнародного фестивалю терменвокс-культури - «Терменологія» (з 2011 року, у 2021 та 2022 фестиваль вперше пройшов онлайн.)
Створив перший російськомовний сайт про терменвокс Theremin Times.
Став одним із музикантів, які представили Москву в проекті Британської Ради "Mix the city: Moscow". Серед інших учасників проекту – Юрій Башмет, Олег Нестеров, Михайло Петренко, Наадя[20]
30 травня 2017 року на відкритті конференції Яндекса — YaC, відбулася прем'єра твору написаного нейронними мережами з творчості А. Скрябіна. Петро Термен виконав солюючу партію на терменвоксі у супроводі камерного оркестру
У жовтні 2017 на закритті фестивалю «Міжнародний тиждень консерваторій» в атріумі Ермітажу, Петром Терменом були виконані світові прем'єри творів для терменвоксу та камерного оркестру, — «Концерт для терменвоксу та оркестру» Антона Танонова та «BMW -Блінової, у супроводі Камерного оркестру Санкт-Петербурзької консерваторії, диригент - Алім Шахмаметьєв
У вересні 2019 став учасником світового рекорду - найбільший оркестр терменвоксів у світі, що увійшов до Книги Рекордів Гіннеса - 289 виконавців у місті Кобе (Японія) спільно виконали «Оду на радість» Бетховена на матремінах (спрощених версіях терменвокса). Також у рекорді взяла участь виконавець на терменвоксі та донька Льва Термена, Наталія Термен, онука Маша Термен та кіпрський композитор Маріос Елія.
У 2019 році учень Петра, Володя Іванов, став фіналістом телевізійного конкурсу "Синій птах", а Петро - володарем спеціального гранту для освітян.

## CD
- The Owls Are Not What They Seem: David Lynch Tribute Remixes (2017)
- Сергей Бабкин "Музасфера" (2018)
- Панама (Ігор Григор'єв) - "Святі" (2018)
- Тетяна Альошина «Як летіли ми та на кульці»(2013)[1]

## Музика до кінофільмів
- The Sheep Islands (2015)[2] ( Исландия)
- Sounds of Vladivostok (партия терменвокса) (2017) ( Росія - Кіпр, режисер та автор музики Маріос Еліа)
- VITEBSK ART SCHOOL for at the Centre Pompidou (Paris) and Jewish Museum, (New York) (2018)
- Valse de Vladimir (2018) (Франція, режисер Метью Мартен)
- Уроки Аушвіца ( 2020)
- "Причастя"(2021)
- партія терменвоксу для vr-ігри M1n0t0r ( Франція-Росія)( 2021)

## Нагороди
- Спеціальний грант для освітян від телевізійного конкурсу "Синій птах"
- Срібна медаль британської премії Creativepool за музику до фільму «Уроки Аушвіца» (2020)
- Бронза американської Clio Awards[en] 2021 року за музику до фільму «Уроки Аушвіца».

1. ↑  Татьяна Алёшина - Как летели мы да на шарике... (2013) - Музыкальный огонек. shanson-e.tk. Процитовано 30 жовтня 2015.
2. ↑  Peter Theremin. IMDb. Процитовано 30 травня 2016.